# 7-й армейский корпус (Российская империя)
7-й армейский корпус — общевойсковое оперативное соединение (армейский корпус) Русской императорской армии.
Штаб: Симферополь (1914).

## История
Корпус был сформирован 1 ноября 1876 года как 10-й армейский корпус в составе управления, 13-й, 34-й пехотных дивизий (с приписанными к ним артиллерийскими бригадами тех же номеров) и 10-й кавалерийской дивизии. 
В период русско-турецкой войны 10-й армейский корпус находился на охране и обороне Черноморского побережья империи в Херсонской губернии, входя в состав Действующей армии (ДА), в крупных боевых действиях участия не принимал, за исключением некоторых артиллерийских и инженерных частей, обеспечивал прикрытие тыла ДА. Снабжал маршевыми формированиями войска на Балканах.
7 сентября 1878 года корпус был переименован в 7-й, при этом вместо 10-й кав. дивизии к нему была присоединена 7-я. Тогда же прежний 7-й АК, существовавший с 1876 года, был расформирован, его управление передано в 8-й АК нового состава. 
На момент Революции 1905 года штаб корпуса находился в Симферополе. Войска корпуса привлекались для разгона манифестаций. 
После подавления Севастопольского восстания Николай II телеграфировал на имя командира 7-го армейского корпуса 19 числа 1905 года: : «Выражаю Вам Мою благодарность за энергичное и быстрое подавление мятежа. Объявляю Брестскому полку, кровью своей запечатлевшему верность долгу, что я возвращаю ему доверие и благоволение и сохраняю ему знамя. Передайте частям, оставшимся верными присяге и долгу и их начальникам, Мою сердечную благодарность за добросовестную службу. Разрешаю уволить запасных этих частей. Николай». 
В Первую мировую войну 7-й АК отличился в сражении у Янчина (1914) и в боях при Ново-Алексинце — Лопушно (1915).

## Состав
В период русско-турецкой войны 1877-78 годов (когда корпус именовался 10-м):
- управление, штаб-квартира в Одессе;
- 13-я пехотная дивизия — начальник генерал-лейтенант О. Б. Рихтер;
- 34-я пехотная дивизия — начальник генерал-майор Свиты Е. И. В. (с 01.01.1878 генерал-лейтенант) барон А. Н. Корф;
- 10-я кавалерийская дивизия — начальник генерал-майор (с 16.04.1878 генерал-лейтенант) А. Я. Дедюлин;
- 13-я артиллерийская бригада — командир генерал-майор Н. М. Сухомлин;
- 34-я артиллерийская бригада — командир полковник И. М. Субботкин

До начала Великой войны входил в Одесский военный округ. Состав на 18 июля 1914 года:
- управление
- 13-я пехотная дивизия
- 34-я пехотная дивизия
- 13-я артиллерийская бригада
- 34-я артиллерийская бригада
- Крымский конный полк
- 7-й Донской казачий войскового атамана Денисова полк
- 7-й мортирный артиллерийский дивизион
- 12-й сапёрный батальон

## Командование 7-го армейского корпуса с ноября 1876 года до его переформирования в сентябре 1878 года

#### Командиры корпуса
- 01.11.1876 — 19.02.1877 — генерал-адъютант генерал-лейтенант князь Барклай-де-Толли-Веймарн, Александр Петрович
- 19.02.1877 — 07.09.1878 — генерал-лейтенант Ганецкий, Николай Степанович

#### Начальник штаба корпуса
- 01.11.1876 — 07.09.1878 — генерал-майор Яновский, Василий Иванович

#### Начальник артиллерии корпуса
- 04.11.1876 — 07.09.1878 — генерал-майор Полубояринов, Порфирий Николаевич

## Командование 10-го (с 07.09.1878 — 7-го) армейского корпуса

### Командиры корпуса
- 01.11.1876 — 01.05.1879[6] — генерал-адъютант генерал-лейтенант (с 16.04.1878 генерал от инфантерии) светлейший князь Воронцов, Семён Михайлович
- 01.05.1879 — 02.09.1881 — генерал-адъютант генерал-лейтенант Рихтер, Оттон Борисович
- 26.09.1881 — 01.01.1888 — генерал-лейтенант Аллер, Александр Самойлович
- 01.01.1888 — 09.04.1889 — генерал-лейтенант Эллис, Александр Вениаминович
- 09.04.1889 — 17.06.1891 — генерал-лейтенант Павлов, Платон Петрович
- 22.06.1891 — 14.03.1895 — генерал-лейтенант Яновский, Василий Иванович
- 17.03.1895 — 03.07.1900 — генерал-лейтенант (с 06.12.1898 генерал от инфантерии) Дукмасов, Павел Григорьевич
- 11.08.1900 — 09.09.1900 — генерал-лейтенант Карасс, Иван Александрович
- 09.09.1900 — 05.02.1904 — генерал-лейтенант Юнаков, Леонтий Авксентьевич
- 10.02.1904 — 05.07.1906 — генерал-лейтенант барон Меллер-Закомельский, Александр Николаевич
- 05.07.1906 — 10.11.1906 — генерал-лейтенант Шпицберг, Евграф Владимирович
- 10.11.1906 — 04.11.1911 — генерал-лейтенант (с 13.04.1908 генерал от кавалерии) Сахаров, Владимир Викторович
- 15.05.1912 — 19.10.1916 — генерал от инфантерии Экк, Эдуард Владимирович
- 19.10.1916 — 05.04.1917 — генерал от инфантерии Сычевский, Аркадий Валерианович
- 08.04.1917 — 24.04.1917 — генерал-лейтенант Шишкевич, Михаил Иванович
- 28.04.1917 — 25.08.1917 — генерал-лейтенант Юнаков, Николай Леонтьевич
- 25.08.1917 — хх.хх.хххх — генерал-лейтенант Пержхайло, Августин Антонович

### Начальники штаба корпуса
- 01.11.1876 — 25.07.1884 — генерал-майор барон Вревский, Александр Борисович
- 02.08.1884 — 31.03.1890 — генерал-майор Михайлов, Леонид Кондратьевич
- 18.04.1890 — 10.07.1891 — генерал-майор Кршивицкий, Константин Фаддеевич
- 27.05.1891 — 08.06.1892 — генерал-майор Ставровский, Константин Николаевич
- 08.06.1892 — 09.03.1896 — генерал-майор Ильинский, Виктор Фёдорович
- 10.04.1896 — 07.11.1897 — генерал-майор Соколовский, Виктор Адамович
- 03.12.1897 — 30.04.1900 — генерал-майор Экк, Эдуард Владимирович
- 30.04.1900 — 23.07.1901 — генерал-майор Эсаулов, Михаил Нилович
- 07.08.1901 — 11.08.1902 — генерал-майор Сиверс, Фаддей Васильевич
- 19.10.1902 — 05.04.1904 — генерал-майор Пешков, Николай Николаевич
- 17.04.1904 — 07.06.1912 — генерал-майор Комаров, Николай Николаевич
- 14.06.1912 — 23.05.1914 — генерал-майор Сулькевич, Матвей Александрович
- 03.06.1914 — 19.06.1916[7] — генерал-майор Лазарев, Владимир Петрович
- 12.07.1916 — 13.04.1917 — генерал-майор Рустанович, Василий Арсеньевич
- 12.05.1917 — хх.хх.хххх — полковник (с 15.06.1917 генерал-майор) Ростовцев, Фёдор Иванович

### Начальники артиллерии корпуса
В 1910 году должность начальника артиллерии корпуса была заменена должностью инспектора артиллерии, и 26.07.1910 последний начальник артиллерии корпуса В. Д. Бодзенто-Беляцкий  был назначен инспектором артиллерии корпуса.
Должность начальника / инспектора артиллерии корпуса соответствовала чину генерал-лейтенанта. Лица, назначаемые на этот пост в чине генерал-майора, являлись исправляющими должность и утверждались в ней одновременно с производством в генерал-лейтенанты.
- 04.11.1876 — 10.03.1880 —  генерал-майор (с 16.04.1878 генерал-лейтенант) Добрышин, Николай Филиппович
- 10.03.1880 — хх.хх.1886 — генерал-майор (с 02.04.1886 генерал-лейтенант) Сухомлин, Николай Моисеевич
- 24.08.1886 — 14.05.1889 — генерал-майор (с 08.10.1886 генерал-лейтенант) Свиньин, Александр Дмитриевич
- 08.06.1889 — 27.10.1899 — генерал-майор (с 30.08.1889 генерал-лейтенант) Болтенков, Иван Григорьевич
- 05.12.1899 — 18.03.1906 —  генерал-майор (с 01.01.1901 генерал-лейтенант) Ланге, Павел Карлович
- 09.05.1906 — 19.06.1908 — генерал-лейтенант Измайлович, Адольф Викентьевич
- 19.06.1908 — хх.10.1910[8] — генерал-лейтенант Бодзенто-Беляцкий, Владимир Данилович
- 26.10.1910 — 23.09.1915 — генерал-майор (с 14.04.1913 генерал-лейтенант) Ромишевский, Модест Владиславович
- 23.09.1915 — 19.02.1917 — генерал-лейтенант Долгов, Александр Александрович
- 27.02.1917 — хх.хх.хххх — и. д. генерал-майор Пономаревский-Свидерский, Евгений Владимирович